# Арас
 Тази статия е за града във Франция.  За турския политик вижте Тефик Рющю Арас.  За окръга вижте Арас (окръг).
Ара̀с (на френски: Arras; на нидерландски: Atrecht, Атрехт) е град в Северна Франция, център на департамент Па дьо Кале в регион О дьо Франс. Разположен е на 30 km южно от Лил и е историческият център на областта Артоа. Населението му е 40 883 души (по данни от 1 януари 2016 г.).

## Известни личности
Родени в Арас
- Габриел Ано (1889 – 1968), футболист
- Максимилиан Робеспиер (1758 – 1794), политик

Починали в Арас
- Алесандро Фарнезе (1545 – 1592), италианско-испански офицер и политик